# 中非关系
中非關係是指中國與所有非洲國家的關係，此關係被中國形容為「中非友好合作大家庭」。大多數非洲國家均有參與，直至2020年5月，只有史瓦帝尼王國仍繼續與中華民國建交，该國從未與中華人民共和國建交。
中國與非洲最早在14世紀鄭和下西洋時候，即有來往，獲得了當地的珍獸等，隨後進入大航海時代，國際貿易初期，中國與歐洲的貿易興盛，載運的貨船經過好望角前往亞洲，歐洲人在非洲殖民地提供移民大量的資源與工作機會，蘇伊士運河開通後，中國也因此開通了往北非的航線，這條亞歐非航線連接了世界經濟的三大重要版塊並持續至今。中華人民共和國成立後，剛剛獨立的非洲承接了歐洲人的建設，做為早期支持與學習的國家，非洲的城市與法律建設先進，然而廣大的區域仍有開發潛力，中國人進而與各國都建立了密切政治合作，並促成了多條非洲鐵路的汰舊換新的建設工作。現代以後中國並致力於經濟建設，與非洲展開大量的經濟合作，例如廣州黑人經營活動，同樣的希望提高非洲地區在鄰近的歐洲乃至世界貿易中的參與度，於民生方面，例如索馬利亞籍海盜、打擊盜獵者、維持非洲各地的治安，防止愛滋病、伊波拉病毒的國際蔓延等亦有參加。伴随第三届中非合作论坛的开幕，中国与非洲各国的合作日渐深入，已经引起国际社会的广泛瞩目，以及期待更加包容的跨界大合作加入。
2020年6月30日，在联合国人权理事会第44次会议上，古巴代表52个国家作共同发言，欢迎中国立法机关通过香港国安法，次日又有20国代表发言支持中国的决定。在这些支持中国通过香港国安法的国家中多数即为非洲国家，目前尚未有非洲国家谴责中国立法机关通过香港国安法的决定。
截至2024年，中国连续十五年保持非洲第一大贸易伙伴国地位。

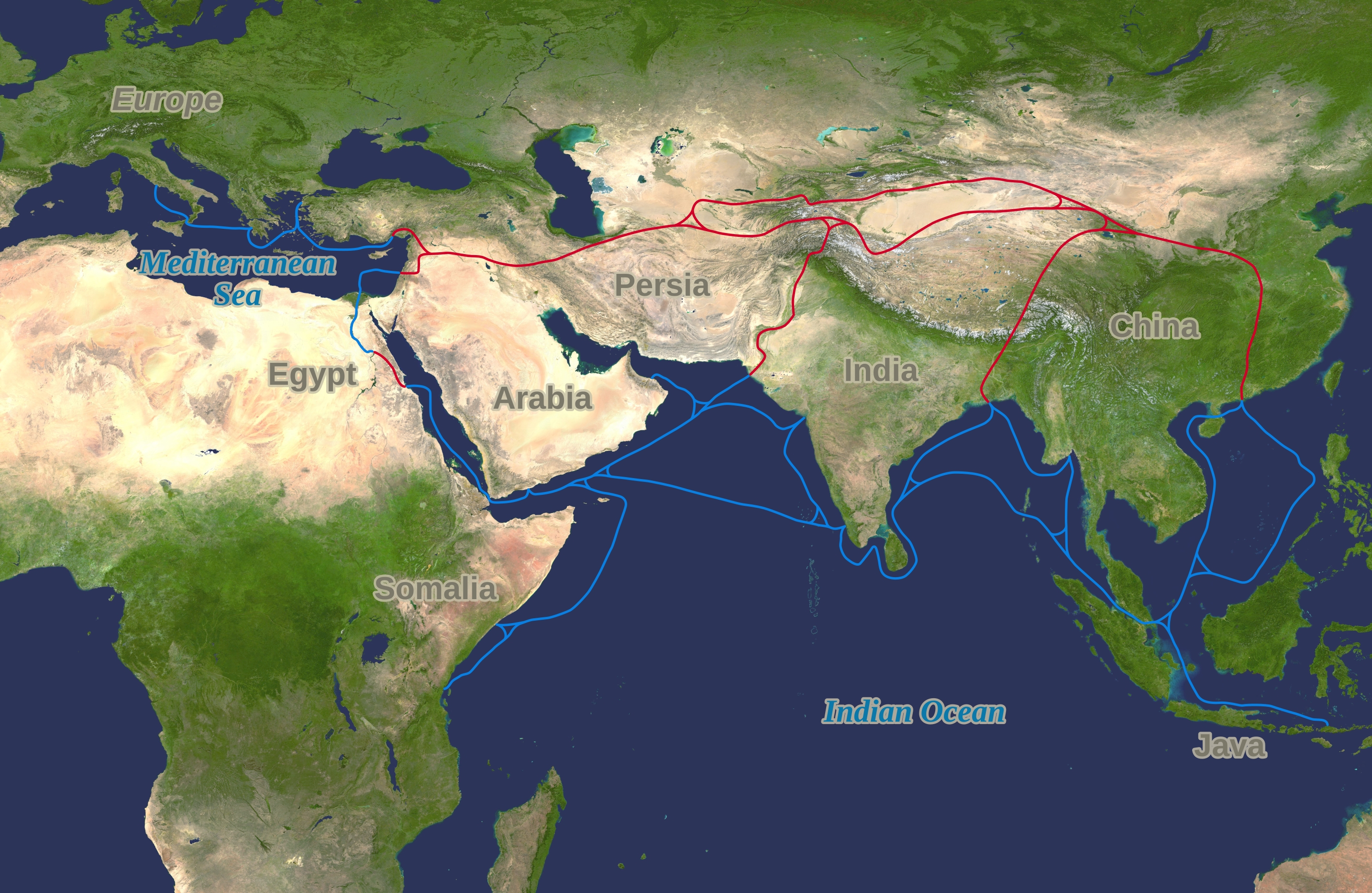
1世纪国际贸易路线，包括丝绸之路

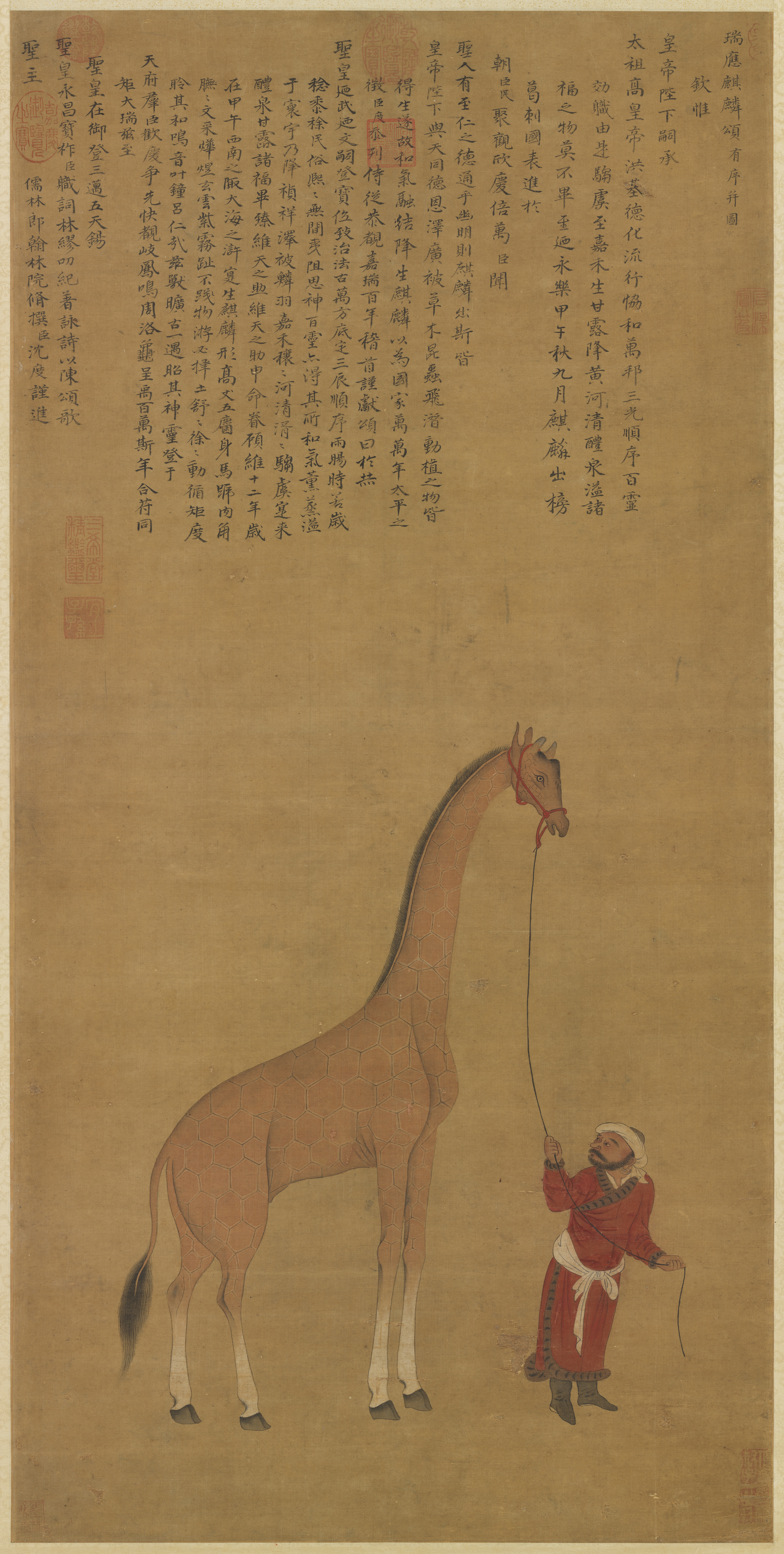
1414年描繪从索马里进口的长颈鹿

## 历史
唐朝的海上丝绸之路远至波斯湾乃至非洲东海岸一带。有說法指唐代的「崑崙奴」是非洲黑人。但經考證，被称为“昆仑奴”的黑人不是非洲的尼格罗人种，而是尼格里托人，又叫矮黑人，一直到现在这些种族仍散居在马来半岛以南的诸海岛上。所以唐代“昆仑奴”的来源不是非洲，与古代非洲黑人完全无关。而是太平洋諸島的黑人。
宋代沿袭了唐代的海上丝绸之路，和东南亚、南亚、非洲东海岸有着贸易往来。蒙元朝廷與和埃及的馬木留克王朝有政治上的往来。14世紀索马里学者摩加迪沙的赛义德(Sa'id)、摩洛哥学者伊本·白图泰(Ibn Battuta)曾到达元帝国。
明朝大臣鄭和七下西洋，曾到达摩加迪沙 (旧译木骨都束)。
淸末中國大量华工被贩卖到非洲，文化的好奇形成了一种特殊的“非洲热”，對非洲的生产水平發展亦有所影响。。
1971年，中華人民共和國在26个非洲国家的支持下从中華民國手中接过了联合国席位。毛泽东感谢支持并表示：“是非洲兄弟把我们抬进了联合国”。今天，几乎所有非洲国家都正式承认中华人民共和国，以寻求经贸支持。进入21世纪，中华人民共和国与非洲建立了日益牢固的经济联系。2013年，估计有100万中国公民居住在非洲。此外，Howard French估计2017年有200万非洲人在中国工作。
2024年9月5日，中方宣佈，與所有非洲建交国的双边关系提升到战略关系层面，将中非关系整体定位提升至新时代全天候中非命运共同体。

## 和中华人民共和国建交的非洲国家一览表
- 非洲国家和地区中，僅有斯威士兰与中华人民共和国没有外交关系。
- 非洲联盟成员国中，僅有斯威士兰、阿拉伯撒哈拉民主共和国与中华人民共和国没有外交关系。

### 已建交国家
| 国家             | 建交日期   | 雙邊關係                                                                            |
| ---------------- | ---------- | ----------------------------------------------------------------------------------- |
| 埃及             | 1956-05-30 | 中国—埃及关系                                                                       |
| 摩洛哥           | 1958-11-01 | 中國—摩洛哥關係                                                                     |
| 阿尔及利亚       | 1958-12-20 | 中国—阿尔及利亚关系                                                                 |
| 苏丹             | 1959-02-04 | 中国—苏丹关系                                                                       |
| 几内亚           | 1959-10-04 | 中國—幾內亞關係                                                                     |
|                  | 1960-07-05 | 中国—加纳关系（1966-10-20斷交，1972-02-29復交）                                     |
|                  | 1960-10-25 | 中國—馬里關係                                                                       |
|                  | 1960-12-14 | 中國—索馬里關係                                                                     |
| 刚果民主共和国   | 1961-02-20 | 中国—刚果民主共和国关系（1961-09-18斷交，1972-11-24復交）                           |
| 乌干达           | 1962-10-18 | 中国—乌干达关系                                                                     |
|                  | 1963-12-14 | 中國—肯尼亞關係                                                                     |
|                  | 1963-12-21 | 中国—布隆迪关系（1965-01-29斷交，1971-10-13復交）                                   |
| 突尼西亞         | 1964-01-10 | 中国—突尼斯关系（1967-09-26撤馆，1971-10-08復館）                                   |
| 刚果共和国       | 1964-02-22 | 中國—剛果共和國關係                                                                 |
| 坦桑尼亚         | 1964-04-26 | 中国—坦桑尼亚关系                                                                   |
| 中非             | 1964-09-29 | 中國—中非關係（1966-01-06斷交，1976-08-20復交；1991-07-08斷交，1998-01-29復交）     |
| 尚比亞           | 1964-10-29 | 中國—贊比亞關係                                                                     |
|                  | 1964-11-12 | 中国—贝宁关系（1966-01-03斷交，1972-12-29復交）                                     |
| 毛里塔尼亚       | 1965-07-19 | 中國—毛里塔尼亞關係                                                                 |
| 赤道几内亚       | 1970-10-15 | 中國—赤道幾內亞關係                                                                 |
| 衣索比亞         | 1970-11-24 | 中国—埃塞俄比亚关系                                                                 |
| 奈及利亞         | 1971-02-10 | 中国—尼日利亚关系                                                                   |
| 喀麦隆           | 1971-03-26 | 中国—喀麦隆关系                                                                     |
|                  | 1971-07-29 | 中國—塞拉利昂關係                                                                   |
| 卢旺达           | 1971-11-12 | 中國—盧旺達關係                                                                     |
| 塞内加尔         | 1971-12-07 | 中國—塞內加爾關係（1996-01-09斷交，2005-10-25復交）                                 |
| 模里西斯         | 1972-04-15 | 中国—毛里求斯关系                                                                   |
| 多哥             | 1972-09-19 | 中國—多哥關係                                                                       |
| 马达加斯加       | 1972-11-06 | 中國—馬達加斯加關係                                                                 |
|                  | 1972-11-28 | 中国—乍得关系（1997-08-15斷交，2006-08-06復交）                                     |
| 布吉納法索       | 1973-09-15 | 中國—布基納法索關係（1994-02-04断交，2018-05-26復交）                               |
|                  | 1974-03-15 | 中國—幾內亞比紹關係（1990-05-31斷交，1998-04-23復交）                               |
| 加彭             | 1974-04-20 | 中國—加蓬關係                                                                       |
| 尼日尔           | 1974-07-20 | 中國—尼日爾關係（1992-07-30斷交，1996-08-19復交）                                   |
|                  | 1974-12-14 | 中國—岡比亞關係（1995-07-25斷交，2016-03-17復交）                                   |
|                  | 1975-01-06 | 中国—博茨瓦纳关系                                                                   |
| 莫桑比克         | 1975-06-25 | 中國—莫桑比克關係                                                                   |
| 聖多美和普林西比 | 1975-07-12 | 中國—聖多美和普林西比關係（1997-07-11断交，2016-12-26復交）                         |
|                  | 1975-11-13 | 中国—科摩罗关系                                                                     |
|                  | 1976-04-25 | 中國—佛得角關係                                                                     |
| 塞舌尔           | 1976-06-30 | 中国—塞舌尔关系                                                                     |
| 利比里亚         | 1977-02-17 | 中国—利比里亚关系（1989-10-10斷交，1993-08-10復交；1997-09-09斷交，2003-10-11復交） |
| 利比亞           | 1978-08-09 | 中國—利比亞關係                                                                     |
|                  | 1979-01-08 | 中国—吉布提关系                                                                     |
| 辛巴威           | 1980-04-18 | 中國—津巴布韋關係                                                                   |
| 安哥拉           | 1983-01-12 | 中国—安哥拉关系                                                                     |
|                  | 1983-03-02 | 中國—科特迪瓦關係                                                                   |
| 賴索托           | 1983-04-30 | 中國—萊索托關係（1990-04-07斷交，1994-01-12復交）                                   |
| 纳米比亚         | 1990-03-22 | 中国—纳米比亚关系                                                                   |
|                  | 1993-05-24 | 中國—厄立特里亞關係                                                                 |
| 南非             | 1998-01-01 | 中国—南非关系                                                                       |
| 马拉维           | 2007-12-28 | 中國—馬拉維關係                                                                     |
| 南蘇丹           | 2011-07-09 | 中國—南蘇丹關係                                                                     |

### 未建交国家
| 国家     | 建交日期 | 雙邊關係                         |
| -------- | -------- | -------------------------------- |
|          | 不適用   | 中華人民共和國—斯威士蘭關係      |
| 西撒哈拉 | 不適用   | 中國—摩洛哥關係 西撒哈拉建交列表 |

## 評價

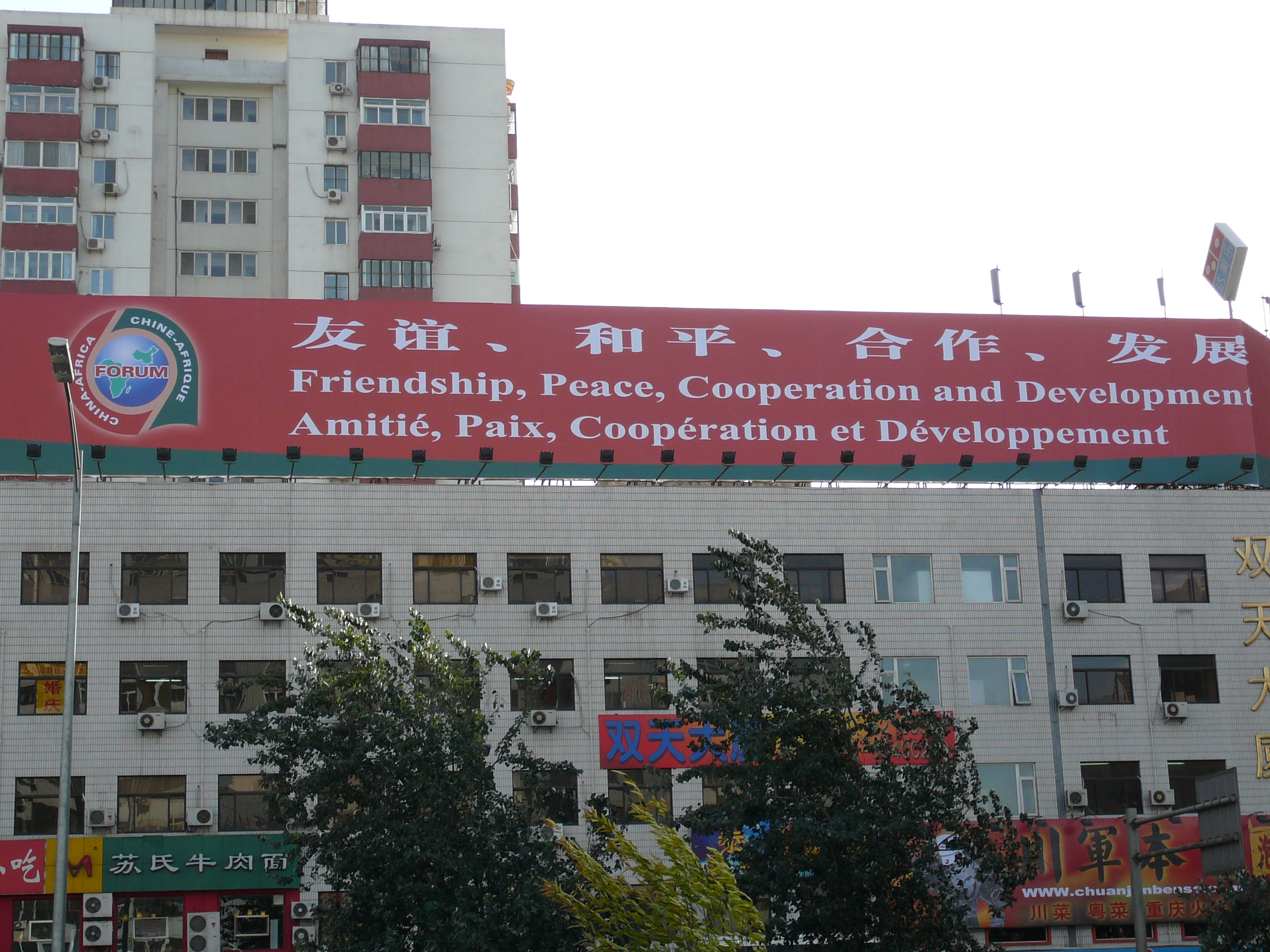
中非合作论坛北京峰会标语

### 正面
- 2006年11月3日，中国外交部发言人刘建超說：“中非之间的政治关系是建立在平等互信的基础上的，是建立在互不干涉内政的基础上，中非之间的经济关系是建立在平等互利、互利共赢的基础上的，中非之间的文化关系是建立在相互尊重、相互借鉴的基础上的。”
- 許多非洲地区的基礎建設都是中國贊助建造，並能快速完成，對比西方的建設緩慢。
- 非洲地區中國投資巨大，創造的工作機會多，也給予了多種優惠的貸款。

### 负面
- 新殖民主义：《亚洲時報》稱，中國为了保障自身的石油安全及其他利益，对西方所普遍关注的非洲人权问题视而不见，认为这是一種新殖民主義（neo-colonialism）。[11]
- 资源：西方常批評指责中國如此傾力援助非洲，和其建立良好關係，主要目的是為了获得非洲的能源與礦產[11]，以满足经济高速发展期间，国家对资源的巨额需求。[12] 	 針對資源的開發更破壞環境甚於西方企業。
- 人权：本届中非合作论坛的举行时间，正巧在西方高度关注非洲部分国家政府的人權问题的同时——尤其是蘇丹政府默许的“達爾富爾衝突”種族清洗行动。当国际社会试图向蘇丹政府施加压力时，中国却与蘇丹政府展开合作，进行高额的投资、经济援助和军火交易[11]，打乱了欧美力图通过进驻维和部队来解决蘇丹种族屠杀问题的步调[13]。中國與西方不同，不派駐軍隊，但也因此支持某些抵抗軍政權。
- 法律：亦有批評中国企业比西方國家更剝削當地人(主要是非洲人的工時短，但中國人常加班)，而且"中國特色"的政治助长了贿赂与腐败贪污，破壞西方建立的法制觀念。[14]。
- 債務：由於中國政府不定期免除非洲國家的貸款債務經常引來中國網友的批評。[15][16]

## 延伸閱讀
- 李榭熙,中國的第三世界政策與地緣政治策略.香港社會科學學報; 36(2009.春-夏): 頁139-161
- Joseph Tse-Hei LEE, "The Dragon and the Eagle: China's encounters with the United States in the third world." Asia Journal of Global Studies, 2(1)(2008): 1-15
- Linda CALABRESE (主编) (2016) "中非关系已趋成熟？发展、变迁与恢复"（页面存档备份，存于）, London: DEGRP